# Piano regolatore di Palermo del 1962
Il Piano regolatore di Palermo del 1962 è il secondo piano regolatore generale comunale di Palermo.

## Storia
Il PRG arriva dopo quasi ottanta anni dal precedente, il Piano Giarrusso del 1895, quando viene approvato dal Presidente della Regione come Piano Regolatore Generale della città nel 1962. 
Nel 1956 vengono avviati i lavori per la stesura del nuovo Piano affidato dal Comune ai progettisti e docenti dell'università di Palermo Edoardo Caracciolo, Pippo Caronia, Luigi Epifanio, Giuseppe Spatrisano, Pietro Villa, Vittorio Ziino e coordinato da Vincenzo Nicoletti, direttore dell'ufficio tecnico comunale. Il piano subirà oltre 25 stesure prima di venire approvato.

## Linee guida
Questo piano prevedeva l'ampliamento della superficie cittadina di circa il doppio, prevedendo un raddoppio della popolazione dai 500.000 a circa 900.000 abitanti, la nuova edificazione si sviluppò soprattutto verso Nord e secondo la morfologia del territorio. Si vennero così ad occupare moltissimi spazi lasciati liberi prima destinati all'agricoltura e contemporaneamente le borgate storiche vennero inglobate nel tessuto urbano, molte delle quali perdendo completamente la loro identità. Il piano prevedeva la riduzione delle aree verdi e la sostituzione di piccoli edifici con edifici multipani, con l'intenzione, presunta, di limitare lo spazio occupato, in realtà si trattava di una semplice speculazione edilizia. Molte ville ottocentesche e del primo novecento vennero abbattute per questo motivo. In particolare da segnalare il caso della Via Notarbartolo che in breve anni si trasformò da una strada circondata da ville e verde a una strada di palazzi oltre i 10 piani. A causa di questo piano regolatore si perpetuò quello che in seguito venne definito il Sacco di Palermo.
Vista la grande esplosione demografica degli anni Sessanta e la pressante richiesta di abitazioni da parte della popolazione, nel 1966 vengono approvati i piani per l'edilizia convenzionata che utilizzando territori precedentemente di uso agricolo creano 14 nuove zone edificate, alcune delle quali presso antiche borgate come Bandita, Arenella o Resuttana. Per le classi meno abbienti, la città, attraverso i Piani di Edilizia Economica Popolare (PEEP), decide di edificare una serie di quartieri popolari progettati solitamente secondo il disegno di "edificio unico". 
I PEEP vengono così dislocati, nella maggior parte dei casi, nei pressi della nuova circonvallazione cittadina, il viale Regione Siciliana. Progettata inizialmente come tangenziale di collegamento extracittadino per il traffico diretto a Trapani o Messina e quindi come una sorta di limite all'espansione cittadina verso le montagne, venne in breve tempo assorbita dal tessuto urbano diventando un importante asse urbano che però taglia fuori e isola i nuovi quartieri sorti al di fuori di essa, come Borgo Nuovo o Passo di Rigano. Il via alla speculazione urbana sarà dato dalla costruzione di questi quartieri così distanti dalla città consolidata. Creando questi nuovi poli satelliti da collegare alla città tramite nuove opere di urbanizzazione primaria (strade, reti fognarie e idriche), il terreno inizialmente agricolo posto fra queste nuove aree e la città veniva acquistato a basso prezzo pur diventando subito edificabile aumentando così a dismisura il suo valore. Sono questi gli anni in cui prolificano la mafia e le collusioni con l'amministrazione cittadina.

### Lo Zen
Il più famoso tra questi nuovi PEEP è lo ZEN che rappresenta oggi un tipico esempio di degrado cittadino. Il quartiere viene progettato nel 1969 da un gruppo di architetti composto da Francesco Amoroso, Salvatore Bisogni, Vittorio Gregotti, Hiromichi Matsui e Franco Purini. Il nuovo quartiere sorge in un'area che a causa di una depressione, risulta poco arieggiata e quindi poco adatta all'edificazione di un'elevata densità abitativa.